# Ę̄̌
Ę̄̌ (minuskule ę̄̌) je speciální písmeno latinky. Nazývá se E s ocáskem, vodorovnou čárkou a háčkem. Jedná se o písmeno s kombinovanou diakritikou. V současnosti je však toto písmeno považováno za ohrožené, jelikož se používá pouze v jazyce kaska, kterým mluví asi 15 lidí v západní Kanadě. V Unicode je majuskulní tvar sekvence <U+0118, U+0304, U+030C> a minuskulní <U+0119, U+0304, U+030C>.